# Jacek Kubitsky
Jacek Kubitsky (Kubicki), född 12 april 1944 i Polen, sedan 1966 bosatt i Stockholm, är en klinisk psykolog, psykoanalytiker, filolog, lexikograf och författare. Han har skrivit och översatt fackböcker om olika former av psykoterapi och migrationspsykologi. 
Kubitsky är författare till den första och största svensk-polska ordboken (1987) och polsk-svenska ordboken (1995). Ordboken gavs ut i en utökad och moderniserad upplaga 2017 av förlaget Wydawnictwo Naukowe PWN.

## Biografi
Kubitsky växte upp i Pommern, i byn Lipka. Han var yngst i en skara på fem syskon och fadern var lärare. Efter grundskolan läste han tre år i ett prästseminarium (salesianorden) tills det upplöstes av myndigheterna 1960. Efter studentexamen i Człuchów 1961, studerade han romansk filologi vid Warszawas universitet (1962–1966).
Sedan sin ankomst till Sverige i maj 1966 har Kubitsky studerat och arbetat som skribent på polska.

### Utbildning
Vid sin ankomst till Sverige i maj 1966 fortsatte han studier i romanska och slaviska språk, språkvetenskap och filmvetenskap vid Stockholms universitet. 
Han har en fil.kand-examen från 1969 och en psykologexamen 1981 från Uppsala universitet. Han bedrev doktorandstudier i ibero-romanska språk (spanska) vid Stockholms universitet: hela den teoretiska forskarutbildningen har godkänts av professor Lars Fant (1991). Han fick psykologlegitimation 1985. Legitimation som psykoterapeut 1990. Han utbildades i psykoanalys 1994–1998 vid Norska Psykoanalytiska Instituttet i Oslo. och blev medlem i norska och svenska psykoanalytiska föreningen 2000.

### Arbetsliv
Under studierna arbetade Kubitsky flera år som tolk, översättare och språklärare (franska, spanska, ryska) i olika gymnasier och studieförbund. Efter att ha fått psykologlegitimation var han verksam dels som klinisk psykolog på bland annat Danderyds sjukhus, Karsuddens sjukhus i Katrineholm, Långbro sjukhus och öppenvårdsmottagningen i Nynäshamn, och även som privatpraktiserande psykoterapeut inriktad på individer och familjer. Mellan 2008 och 2023 var han anställd som psykoterapeut och psykolog vid Deutsche Schule vid Karlavägen 25 i Stockholm.
Kubitsky har skrivit flera fackböcker om olika former av psykoterapi och migrationspsykologi som publicerades i Polen. Dessutom ägnade han sig åt lexikografi, översättning och lektorsläsning. Kubitsky skriver även artiklar och hade under tio år en egen spalt i den polska månadstidskriften ”Relacje” (1999–2009).
Kubitsky är författare till den första och största svensk-polska och polsk-svenska ordboken (1987). Drygt trettio år senare publicerade han en utökad och moderniserad upplaga som även kom ut i Polen. 
Han har också gjort en del översättningar från ryska till svenska, från norska till polska och från polska till svenska. Han upprättade även ordlistor över falska vänner (polska till ryska, polska till tjeckiska) till slaviska institutioner (2003).
Förutom polska och svenska talar han engelska, tyska, franska, spanska, italienska, portugisiska, ryska och i mindre omfattning även tjeckiska, finska och ungerska. Han läser, men talar inte, norska och danska.

### Familj
Jacek Kubitsky har en dotter tillsammans med tandläkaren Ann-Sofi Torninger. 

### Lexikografiska arbeten
- 1972 – Polska på väg (parlör), Stockholm: Esselte
- 1981 – Polska ordspråk och deras motsvarigheter på svenska[4], Borås: Invandrarförlaget
- 1987 – Svensk-polsk ordbok[5] (46 000 ord), Stockholm: Natur och Kultur
- 1995 – Polsk-svensk ordbok[6] (37 000 ord), Stockholm: Natur och Kultur
- 2020 – Svensk-polsk ordbok[7] (70 000 ord), Warszawa: Statens vetenskapsförlag
- 2021 – Polsk-svensk ordbok[8] (80 000 ord), Warszawa: Statens vetenskapsförlag

### Böcker om Sverige, på polska
- 1987 – Szwecja od środka, (Sverige inifrån) Warszawa: Statliga utgivningsinstitutet (Ungersk översättning, Svedorszag beluröl, Szeget,1989)
- 2011 – Alfabet szwedzki, (Svenska alfabetet) Warszawa: Difin-förlaget[9]

### Psykologisk facklitteratur, på polska
- 2008 – Vademecum psychoterapeuty[10] (Handbok i psykoterapi), Warszawa: Läkarförlaget
- 2010 – Vademecum terapeuty rodzinnego[11] (Handbok i familjeterapi), Warszawa: Läkarförlaget
- 2012 – Psychologia migracji (Migrationspsykologi)[12], Warszawa: Difin-förlaget
- 2014 – Vademecum terapeuty poznawczego (Den kognitiva terapeutens handbok), Krakow: Jagellonska universitetets förlag[13]
- 2017 – Pomóc i samemu przezyc[14] (Att hjälpa och att själv överleva), Warszawa: Läkarförlaget

### Översättningar från svenska till polska
- 1983 – Svensk grammatik på polska[15] (översättning och bearbetning), Stockholm: Natur och Kultur
- 1987 – Svensk-polskt bildlexikon, Stockholm: Statens Institut för Läromedel
- 1996 – Stig Fhanér, Psykoanalytiskt lexikon, Gdansk: Psykologiförlaget
- 1998 – Sverker Belin, Schizofrenibehandling, Gdansk: Psykologiförlaget
- 1998 – Jan-Otto Ottosson, Vad gör jag med min ångest, Gdansk: Psykologiförlaget
- 2011 – Olof Lagercrantz, Om konsten att läsa och skriva[16], Warszawa: Czuly barbarzynca-förlaget

### Översättningar från norska till polska
- 1995 – Björn Killingmo, Den psykoanalytiska behandlingsmetoden, Gdansk: Psykologiförlaget
- 1998 – Jarl Jörstad, Sånn er livet, sånn er du og jeg, Gdansk: Psykologiförlaget
- 1995 – Karsten Alnaes, Sabina (roman), Warszawa: Santorski-förlaget
- 1999 – Anne Holt, Mea Culpa (roman) Warszawa: Santorski-förlaget

### Översättning från polska till svenska
- 1973 – Slawomir Mrozek, Huset vid gränsen, teaterpjäs, Stockholm: SVT

### Översättning från ryska till svenska
- 1982 – Sovjetisk barnpsykologi, Stockholm: Natur och Kultur

### Översättningar från portugisiska till svenska
- 1972 – Medverkan i Moderna portugisiska och brasilianska berättare, Stockholm: Futura

### Översättningar från polska till ryska samt polska till tjeckiska
- 2003 – Översättning av ordlistor över falska vänner (pol-rys, pol-tjeck) till slaviska institutioner, Svensk-polska översättningar

## Priser och utmärkelser
- 1997 – Pris från Polska översättarförbundet för översättningen av Stig Fhanérs Psykoanalytiskt lexikon.